# Sevran – Beaudottes (stanice metra v Paříži)
Sevran – Beaudottes je plánovaná stanice na lince 16 pařížského metra, která se bude nacházet v obci Sevran v departementu Seine-Saint-Denis. Stanice bude propojena s linkou RER B.

## Přestupy
Podzemní stanice linky 16 bude umístěna jihovýchodně od stanice SNCF s nástupišti v hloubce 30 m. Podzemní spojovací chodba propojí stanici linky 16 se stanicí RER B.

## Vývoj
Návrh stanice byl svěřen architektonické agentuře Duthilleul.
Stanice bude obsahovat dílo Lorise Cecchiniho ve spolupráci s architektem Jeanem-Marie Duthilleulem.
Stanice bude na svých nástupištích také obsahovat fresku od Carole Chaix.
Přípravné práce začaly v říjnu 2016 a byly dokončeny v únoru 2017.
Výstavba začala na začátku roku 2019 inženýrskými stavbami. Dokončení je plánováno na rok 2026.
Stavbu stanice řídí skupina Egis Rail / Tractebel. Stavební inženýrské práce má na starosti firma Salini Impregilo.